# Museo delle tradizioni locali di Mariupol'
Il Museo delle tradizioni locali di Mariupol' (in ucraino Маріупольський краєзнавчий музей?; in russo Мариупольский краеведческий музей?, Mariupol'skij kraevedčeskij muzej) è un museo che si trova nella parte meridionale del centro di Mariupol', a breve distanza dalla stazione ferroviaria, nell'Oblast' di Donec'k dell'Ucraina. La sede è stata danneggiata durante lo scontro tra forze russe ed ucraine del 2022.

## Storia
Il museo è stato fondato il 6 febbraio 1920 dal Comitato rivoluzionario di Mariupol dopo la rivoluzione d'ottobre ed stato il primo museo statale nella Oblast' di Donec'k. Con la nascita del museo è iniziato anche l'interesse per le aree naturali dell'entroterra ucraino del Mar d'Azov. Ottenne lo status di museo regionale nel 1937, e fu denominato Museo regionale delle tradizioni locali di Donec'k.

## Descrizione
Il museo era sede di esposizioni temporanee e permanenti ed era attivo nella ricerca e nella formazione. 
La collezione del museo comprendeva circa 53 000 reperti, disponeva di una biblioteca scientifica con 17 000 volumi, collezioni di monete e dipinti. Aveva alcune filiali:
- Museo della Vita Popolare
- Sala espositiva Arkhip Kuindzhi
- Museo di Storia dei Greci del Mar d'Azov
- Museo d'arte Arkhip Kuindzhi (distrutto dalle bombe il 20 marzo 2022[5])

### Esposizione
Le esposizioni permanenti che comprendevano 7 sale espositive e una biblioteca scientifica hanno subito danni conseguenti allo scontro tra forze russe ed ucraine anche se il museo in quel momento esponeva solo in parte opere originali.